# Trump International Hotel and Tower (Vancouver)
Trump International Hotel and Tower (Trump Tower Vancouver) är en skyskrapa med hotell som är belägen på 1151 West Georgia Street i Vancouver, British Columbia i Kanada. Byggnaden stod färdig 2016 och öppnades i januari 2017. Byggnaden ägs av Trump Organization.
Trump Tower Vancouver är den näst högsta byggnaden i Vancouver, efter Shangri-La Hotel i Vancouver.
Under Donald Trumps presidentkampanj 2016 var byggnaden involverad i flera protester mot Trump. Den 15 december 2015 skrev Gregor Robertson, borgmästare i Vancouver, ett brev till byggarna av Trump Tower Vancouver där han vädjade till att de skulle ta bort Trumps namn från byggnaden och att "Trump’s name and brand have no more place on Vancouver’s skyline than his ignorant ideas have in the modern world". Den 27 november 2016 skedde även en digital protest då Trump Tower Vancouver bytte namn till Dump Tower i Google Maps. En talesperson från Google bad senare om ursäkt för incidenten med namnbytet.